# Esperanza García
Esperanza García González (Barcelona, 1975-19 de junio de 2025) fue una abogada y política española, diputada en el Parlamento de Cataluña en dos períodos (2015-2017) y (2019-2020).

## Biografía
En 2000 se licenció en derecho por la Universidad de Barcelona, especializada en derecho procesal y derecho internacional. De 2000 a 2015 ha ejercido como abogada del Colegio de Abogados de Barcelona.
En las elecciones al Parlamento de Cataluña de 2006 colaboró en la campaña de Ciudadanos debido a sus simpatías con Albert Boadella, Arcadi Espada o Francesc de Carreras. Con este partido fue candidata a la alcaldía de Barcelona en las  elecciones municipales de 2007. Colaboraba asiduamente como opinadora en   El Periódico de Cataluña , Radio Nacional de España, Televisión Española, TV3, la SER y RAC1. Es miembro de Sociedad Civil Catalana.
Sin embargo, en 2010 abandonó Ciudadanos para ingresar al  PP. Fue elegida diputada en las elecciones al Parlamento de Cataluña de 2015 como número cuatro de la lista del partido. En las elecciones de diciembre de 2017 no obtuvo escaño pero se incorporó como diputada en enero de 2019 al renunciar Xavier García Albiol.
En octubre de 2020 deja el escaño precisamente para trabajar en el Ayuntamiento de Badalona con Xavier García Albiol.